# Line Kirsten Nikolajsen
Line Kirsten Nikolajsen, er en dansk radio/podcast vært på Danmarks Radio. Hun startede som praktikant på DR i 2016, og har siden sendt flere radioprogrammer bl.a Go´ morgen P3, Line Kirsten Giftekniv og Tabu. 
Hun blev  i 2021 vært for det 49 år gamle podcast-program, Tværs. Hendes mest kendte podcast er en fra 2020, som omhandler hendes lillesøster, der døde af kræft, da Line Kirsten blot var 6 år gammel. 

## Tabu
Tabu er et radioprogram på P3, som taler om svære emner og tabuer. I 2019 startede Tabu med Line Kirsten og Kathrine Abrahamsen, som værter. Men i 2020 overgik Kathrine Abrahamsen til et nyt radioprogram, og Adnan Al-adhami blev den nye vært, sammen med Line Kirsten. Tabu er et program, som prøver at tale om de svære ting i livet og bryde tabuer. Men udover de dybe emner er Tabu også et program med sjov og humør mellem snakkene. I december 2021 sendte tabu deres sidste program efter 3 år, som radioprogram på P3. 

## Line Kirstens opvækst
Line Kirsten er vokset op i Fredericia med sin mor, far og lillebror Magnus. Line Kirsten drømte, da hun var barn og ung, om at blive skuespiller, når hun blev voksen, men hun fattede interesse for kommunikation og podcasts og blev uddannet i film- og medievidenskab på Københavns Universitet. Da Line var ca. 24 år blev hun praktikant på DR og hun har arbejdet der lige siden. 